# Самойлович, Дебора Моисеевна
Дебора Моисеевна Самойлович (25 сентября 1913, Глухов, Черниговская губерния — 18 марта 1980, Иерусалим) — советский фотохимик, доктор технических наук (1956), профессор, участник советского атомного проекта.

## Биография
Родилась в 1930 году в городе Глухове Черниговской губернии Российской империи.
В 1930 году окончила Селикатный техникум, затем в 1934 году Украинский институт киноинженеров в Киеве. С 1934 года — инженер кинофабрики (киностудии), с 1935 года зав. лабораторией Института кинематографии в Киеве.
С 1938 года — старший инженер Научно-исследовательского кинофотоинститута в Москве.
С 1942 старший научный сотрудник Энергетического института имени Г. М. Кржижановского в Казани.
С 20 мая 1943 — старший научный сотрудник Института Атомной Энергии им. И. В. Курчатова АН СССР, где в 1946 создала группу, затем лабораторию по разработке и применению специализированных фотографических материалов для ядерных исследований, которая занималась проблемой фотографического метода в ядерной физике, созданием особо мелкозернистых эмульсий для ядерных исследований. Разработала ряд основных принципов, положенных в основу производства фотографических слоёв для регистрации заряженных частиц.
С 1973 года на пенсии, в 1976 году репатриировалась в Израиль.
С 1976 года — профессор в Институте Химии им. Казали Иерусалимского Университета, и консультант фирмы Кемко/Далько в Нидерландах.